# 前野忠康
前野忠康（1560年—1600年10月21日）是日本安土桃山時代武將。一般通稱舞野兵庫助，遂以「舞兵庫」之名廣為人知。

## 生平
其妻乃是前野長康之女，因此入仕豐臣秀次成為若江八人眾之一於各地轉戰，以武勇聞名。於文祿3年（1593年）秀次受到豐臣秀吉責難處置時依然高稱「秀次公無罪」，最後感謝不斷為秀次助命請願的石田三成，所以以後在秀次死後投入三成麾下。
前田利家死後，石田三成受到加藤清正等七人襲擊，他被三成任命護衛保護，在關原之戰中擔任石田三成隊的前衛部隊，與黑田長政、田中吉政激戰，但因為小早川秀秋倒戈，西軍大敗，舞兵庫為盡忠死力作戰陣亡。